# Kattvik
Kattvik är en småort och fiskeby i Båstads kommun belägen i Hovs socken. Kattvik gränsar till Bjärekustens naturreservat.